# Чернишівська сільська рада (Канівський район)
Черниші́вська сільська́ ра́да — адміністративно-територіальна одиниця та орган місцевого самоврядування в Канівському районі Черкаської області. Адміністративний центр — село Черниші.

## Загальні відомості
На півночі та північному заході рада межує із Київською областю, на сході та південному сході — з Пшеничницькою, на південному заході — із Потапцівською сільрадами.
Населення сільради — 180 осіб (2009).
В північно-східній частині сільради знаходиться урочища Балка Руда та Горобчишине, в південно-західній частині — урочище Балка Довгий Яр. На території сільради знаходяться 4 невеликих ставки, які в дуже посушливі роки можуть пересихати, адже живляться лише опадами.
До села підходить асфальтована автодорога від сусіднього села Трощин.

## Населені пункти
Сільській раді підпорядковані населені пункти:
- с. Черниші

## Склад ради
Рада складається з 12 депутатів та голови.
- Голова ради: Козодой Лідія Вікторівна

### Керівний склад попередніх скликань
| Прізвище, ім'я, по батькові | Основні відомості                                                                       | Дата обрання | Дата звільнення |
| --------------------------- | --------------------------------------------------------------------------------------- | ------------ | --------------- |
| Козодой Лідія Вікторівна    | Сільський голова, 1968 року народження                                                  | 26.03.2006   | 31.10.2010      |
| Козодой Лідія Вікторівна    | Сільський голова, 1969 року народження, освіта середня спеціальна, член Партії регіонів | 31.10.2010   |                 |

Примітка: таблиця складена за даними сайту Верховної Ради України

### Депутати
За результатами місцевих виборів 2010 року депутатами ради стали:

#### За суб'єктами висування
| Суб'єкт висування | Кількість обраних депутатів | %   |
| ----------------- | --------------------------- | --- |
| Самовисування     | 12                          | 100 |

#### За округами
| № округу | Прізвище, ім'я, по батькові     | Дата визнання обраним | Освіта             | Партійна приналежність                  | Відомості про обраного депутата                |
| -------- | ------------------------------- | --------------------- | ------------------ | --------------------------------------- | ---------------------------------------------- |
| 1        | Усик Володимир Васильович       | 02.11.2010            | середня            | член Партії регіонів                    | СТОВ «Канів Нива», тракторист                  |
| 2        | Ярошенко Микола Васильович      | 02.11.2010            | середня            | член Партії регіонів                    | ЗАТ Канів-Дніпрбуд, водій                      |
| 3        | Усик Микола Миколайович         | 02.11.2010            | середня            | член Політичної партії «Сильна Україна» | тимчасово не працює                            |
| 4        | Рєчкін Олександр Ілліч          | 02.11.2010            | середня            | член Партії регіонів                    | СТОВ «Канів Нива», тракторист                  |
| 5        | Табачній Віктор Миколайович     | 02.11.2010            | середня            | член Партії регіонів                    | приватний підприємець                          |
| 6        | М'яловська Марина Миколаївна    | 02.11.2010            | середня            | член Партії регіонів                    | тимчасово не працює                            |
| 7        | Кудряш Вадим Дмитрович          | 02.11.2010            | середня            | член Партії регіонів                    | тимчасово не працює                            |
| 8        | Осауленко Володимир Миколайович | 02.11.2010            | середня спеціальна | член Партії регіонів                    | ЗАТ «Миронівський хлібопродукт», мийниця       |
| 9        | Козодой Валентина Миколаївна    | 02.11.2010            | середня спеціальна | член Партії регіонів                    | пенсіонер                                      |
| 10       | Горбова Катерина Василівна      | 02.11.2010            | середня            | член Партії регіонів                    | пенсіонер                                      |
| 11       | Козодой Андрій Євменович        | 02.11.2010            | середня            | член Партії регіонів                    | тимчасово не працює                            |
| 12       | Єременко Тетяна Петрівна        | 02.11.2010            | середня            | член Партії регіонів                    | Чернишівська сільська рада, секретар виконкому |

## Природно-заповідний фонд
На землях сільради розташовано гідрологічні заказники місцевого значення Сажалківський та Чернишівський.